# 悲しいな
「悲しいな」（かなしいな）は、1986年1月27日に発売された杉浦幸のデビューシングル。

## 解説
- 当時主演していたフジテレビ系ドラマ『ヤヌスの鏡』の人気もあってオリコン最高4位、累計も15万枚を超えるスマッシュヒットとなった。
- よみうりランドで行われたデビューイベントは、杉浦がヘリコプターに搭乗して登場した。その時の司会は当時杉浦が所属していた同事務所（ホリプロ）所属の吉村明宏だった。
- カップリング「初めまして」は、杉浦のオリジナル・アルバムに収録されたカップリングとしては唯一の楽曲である。
- 1988年3月25日には、2枚目のシングル「4月列車」をカップリングにしたCDシングルが発売された。

## 収録曲
- 両楽曲共に、作詞：売野雅勇／編曲：若草恵

1. 悲しいな [04:22]
作曲：岸正之
2. 初めまして [04:40]
作曲：中崎英也

## 収録作品
オリジナルアルバム
- First（1stアルバム）

悲しいな
初めまして
ベストアルバム
- 幸STORY

悲しいな
- 悲しいな コンプリート・シングルス

悲しいな
初めまして
- 30th Anniversary Complete CD＋DVD Box

Disc1『First』
悲しいな
初めまして
Disc4『幸STORY＋6』
悲しいな
Disc5『STILL CONTINUING LIVING』
悲しいな（新たにリアレンジ、レコーディングされたセルフカヴァー音源）
ビデオなどの映像作品
- First

悲しいな
初めまして
- 30th Anniversary Complete CD＋DVD Box

Disc6（DVD）『First』
悲しいな
初めまして